# Brian Norton
Brian Ivan Cobham Norton, né le 10 octobre 1899 sur l'île de Robben Island et mort le 16 juillet 1956 à Santa Clara en Californie, est un joueur de tennis sud-africain des années 1920.

## Carrière
Champion d'Afrique du Sud en 1920, il participe cette année-là aux Jeux olympiques d'Anvers et atteint les quarts de finale en double avec Louis Raymond.
Bill Tilden le bat en finale (challenge round) du tournoi de Wimbledon en 1921 malgré un avantage de deux sets à zéro et deux balles de matchs dans la dernière manche. Sur son parcours, il écarte Frank Hunter puis Manuel Alonso en finale à chaque fois en cinq manches. Il ne gagnera jamais de tournois du Grand Chelem en simple. 83 ans après, Guillermo Coria perdra de la même manière et ne remportera pas un des quatre tournois majeurs. Cette performance a néanmoins fait de lui un des joueurs les plus en vue du début des années 1920. A. Wallis Myers le classe à la 7e place en fin de la saison.
L'année suivante, battu dès le deuxième tour par le champion d'Australie James Anderson, il se rattrape en remportant la All-England Plate, le tournoi de consolation. En 1923, il atteint cette fois les demi-finales où il s'incline face à Bill Johnston. Il dispute ensuite pour la première fois l'US National et parvient jusqu'en demi-finale en simple. Il remporte le double messieurs avec Bill Tilden. Il décide quitter l'Angleterre et de rester dans le pays pour s'installer à Saint-Louis dans le Missouri. En 1925, il se marie à San Antonio en Floride. Il se retire du tennis en 1926 après avoir participé à une série de matchs d'exhibition avec Mary Browne contre Paul Féret et Suzanne Lenglen lorsque celle-ci s'apprêtait à commencer sa carrière professionnelle aux États-Unis.

## Palmarès (partiel)

### Finale en simple messieurs
| No | Date       | Nom et lieu du tournoi       | Catégorie | Surface      | Vainqueur   | Score                   |  |
| -- | ---------- | ---------------------------- | --------- | ------------ | ----------- | ----------------------- |  |
| 1  | 20-06-1921 | The Championships, Wimbledon | G. Chelem | Gazon (ext.) | Bill Tilden | 4-6, 2-6, 6-1, 6-0, 7-5 |  |

### Titre en double messieurs
| No | Date       | Nom et lieu du tournoi                 | Catégorie | Surface      | Partenaire  | Finalistes                     | Score                   |          |
| -- | ---------- | -------------------------------------- | --------- | ------------ | ----------- | ------------------------------ | ----------------------- | -------- |
| 1  | 10-09-1923 | US National Championships Philadelphie | G. Chelem | Gazon (ext.) | Bill Tilden | Richard Norris Watson Washburn | 3-6, 6-2, 6-3, 5-7, 6-2 | Parcours |